# Minoria basco-navarresa
Minoria Basco-Navarresa fou el nom que adoptà el grup parlamentari constituït pels diputats basco-navarresos escollits a les eleccions generals espanyoles de 28 de juny de 1931, que aplegava la candidatura Pro Estatuto Vasco de Biscaia i Guipúscoa, el Bloc Catòlic-Foralista de Navarra i Àlaba, i altres diputats independents. Es tractava de 15 diputats de les següents procedències:
- Sis diputats del Partit Nacionalista Basc: Francisco Basterrechea Zaldívar, Manuel Robles Aranguiz, José Horn Areilza i Manuel de Eguileor Orueta per Biscaia, i Jesús María de Leizaola Sánchez per Guipúscoa, i José Antonio Aguirre Lekube per Navarra.
- Quatre diputats de Comunió Tradicionalista: José Luis de Oriol y Urigüen per Àlava, Julio Urquijo Ibarra per Guipúscoa i Joaquín Beunza Redín i Tomás Domínguez Arévalo per Navarra.
- Cinc catòlics de diverses tendències: Marcelino Oreja Elósegui per Biscaia, Rafael Picavea Leguía i Antonio Pildain Zapiain per Guipúscoa, Miguel Gortari Errea i Rafael Aizpún Santafé per Navarra.

Es van reunir per primer cop a l'Hotel Londres de Sant Sebastià el 5 de juliol de 1931, fou designat cap de la minoria Joaquín Beunza i secretari José Antonio Aguirre, i adoptà el nom de Minoria Basco-Navarresa pro Estatut. Tots els seus membres van mantenir uns punts programàtics comuns: defensa del confessionalisme catòlic, la reintegració foral plena i el suport a l'estatut d'Estella. Adoptaren el nom de Minoria Basco-Navarresa per tal de reflectir per primer cop unitat política de tots els territoris peninsulars d'Euskal Herria.
El 12 de juliol de 1931 organitzaren una concentració a Gernika i marxaren a Madrid amb el propòsit de defensar l'Estatut d'Estella i la religió catòlica. Jesús María de Leizaola Sánchez fou elegit representant del grup en la Comissió Constitucional del 28 de juliol. Tot i que l'estatut d'Estella ni tan sols arribà a ser votat a les Corts, la minoria hi continuà. Molts dels membres abandonaren les corts el 13 d'octubre de 1931 com a protesta per l'aprovació dels articles 24 i 26 de la Constitució espanyola de 1931, referents a la qüestió religiosa, i no tornaren fins que fou aprovada la constitució el 9 de desembre.
Aleshores comença la divisió. El PNB busca una sortida a la qüestió autonòmica, però no van rebre suport dels carlins, i la unitat de vot del grup es va trencar quan el 10 de desembre fou votat president de la república el catòlic Niceto Alcalá Zamora, amb el vot del PNB. Alhora, l'entrada de Rafael Aizpun en la ponència dels ajuntaments bascos per a elaborar l'estatut fou rebutjada pels carlins. Endemés, la votació de l'estatut de Núria el maig de 1932 va posar en un dilema al PNB per l'actitud totalment contrària de dretans i carlins.
La unitat del grup es va trencar definitivament quan Comunió Tradicionalista va decidir separar-se del procés autonòmic basc a l'Assemblea de Pamplona de 19 de juny de 1932, i quan alhora José Luis de Oriol va intentar separar Àlaba de l'estatut unitari. Pel juliol de 1932 la Minoria Basco-Navarresa es va reunir a Azpeitia amb la Comissió d'Alcaldes del País Basc i es va dissoldre, tot i que efectes parlamentaris, per tal de no perdre els càrrecs a les Comissions del Parlament, continuà existint oficialment fins a la convocatòria de les eleccions generals espanyoles de 1933, a la que tots els seus components es presentaren per separat.